# On Campus
On Campus — студійний альбом американського блюзового музиканта Джона Лі Гукера, випущений у 1963 році лейблом Vee-Jay.

## Опис
Альбом Джона Лі Гукера 1964 року, випущеного на лейбоі Vee Jay On Campus, насправді, попри назву, не концернтий альбом, а студійний. Альбом містить 12 пісень, записаних у 1963 році в Чикаго. Це альбом електричного блюзу, який включає чудовий матеріал від Гукера; жіночий бек-вокал намагається придати блюзу Гукера більш вишуканішого звучання у стилі соул.

## Список композицій
1. «I'm Leaving» (Джон Лі Гукер) — 2:07
2. «Love Is a Burning Thing» (Джон Лі Гукер) — 2:56
3. «Birmingham Blues» (Джон Лі Гукер) — 2:50
4. «I Want to Shout» (Джон Лі Гукер) — 2:28
5. «Don't Look Back» (Джон Лі Гукер) — 2:54
6. «I Want to Hug You» (Джон Лі Гукер, Сем Лінг) — 2:17
7. «Poor Me» (Джон Лі Гукер) — 3:21
8. «I Want to Ramble» (Джон Лі Гукер) — 2:37
9. «Half a Stranger» (Рузвельт Сайкс) — 2:42
10. «My Grinding Mill» (Джон Лі Гукер) — 2:22
11. «Bottle up and Go» (Джон Лі Гукер) — 2:10
12. «One Way Ticket» (Джон Лі Гукер) — 2:39

## Учасники запису
- Джон Лі Гукер — вокал, гітара